# Brassocattleya felisminiana
Brassocattleya felisminiana är en orkidéart som beskrevs av Marcos Antonio Campacci. Brassocattleya felisminiana ingår i släktet Brassocattleya och familjen orkidéer. Inga underarter finns listade i Catalogue of Life.